# Залеский, Марцин
Ма́рцин Зале́ский (пол. Marcin Zaleski; 1796[…], Краков — 16 сентября 1877[…], Варшава) — польский художник.
Был самоучкой, работал помощником декоратора в театре и после работы копировал картины. Учился в Германии, Франции, Италии. С 1830 года проживал в Варшаве. Был очевидцем Ноябрьского восстания, которое отразил в своих картинах (но на первом плане всегда была архитектура).
В 40-х отправился в Вильно и создал для императора Николая I серию картин с изображением польских крепостей.
С 1846 года был профессором в Варшавской Академии Искусства.
Занимался главным образом видами Варшавы, Кракова и Вильно, также портретами.

## Галерея

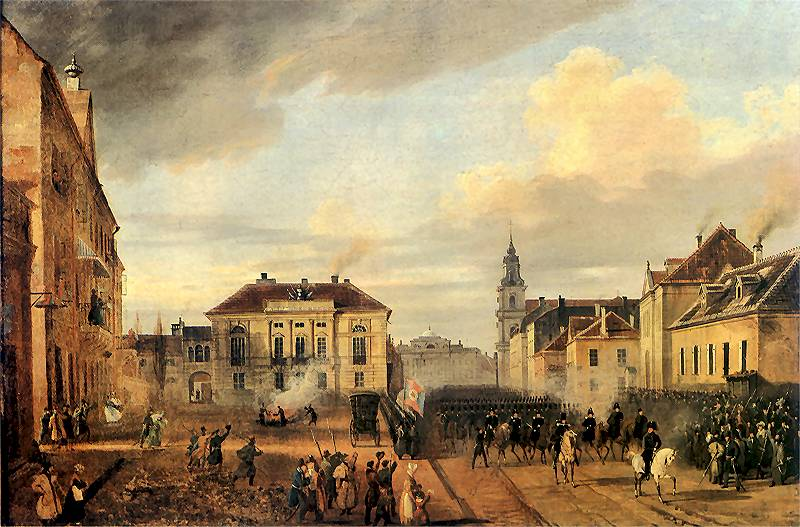
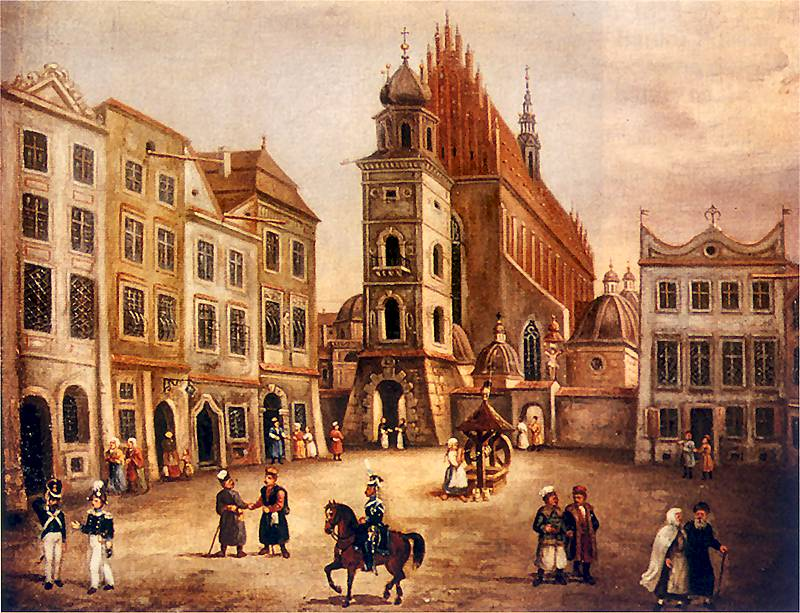
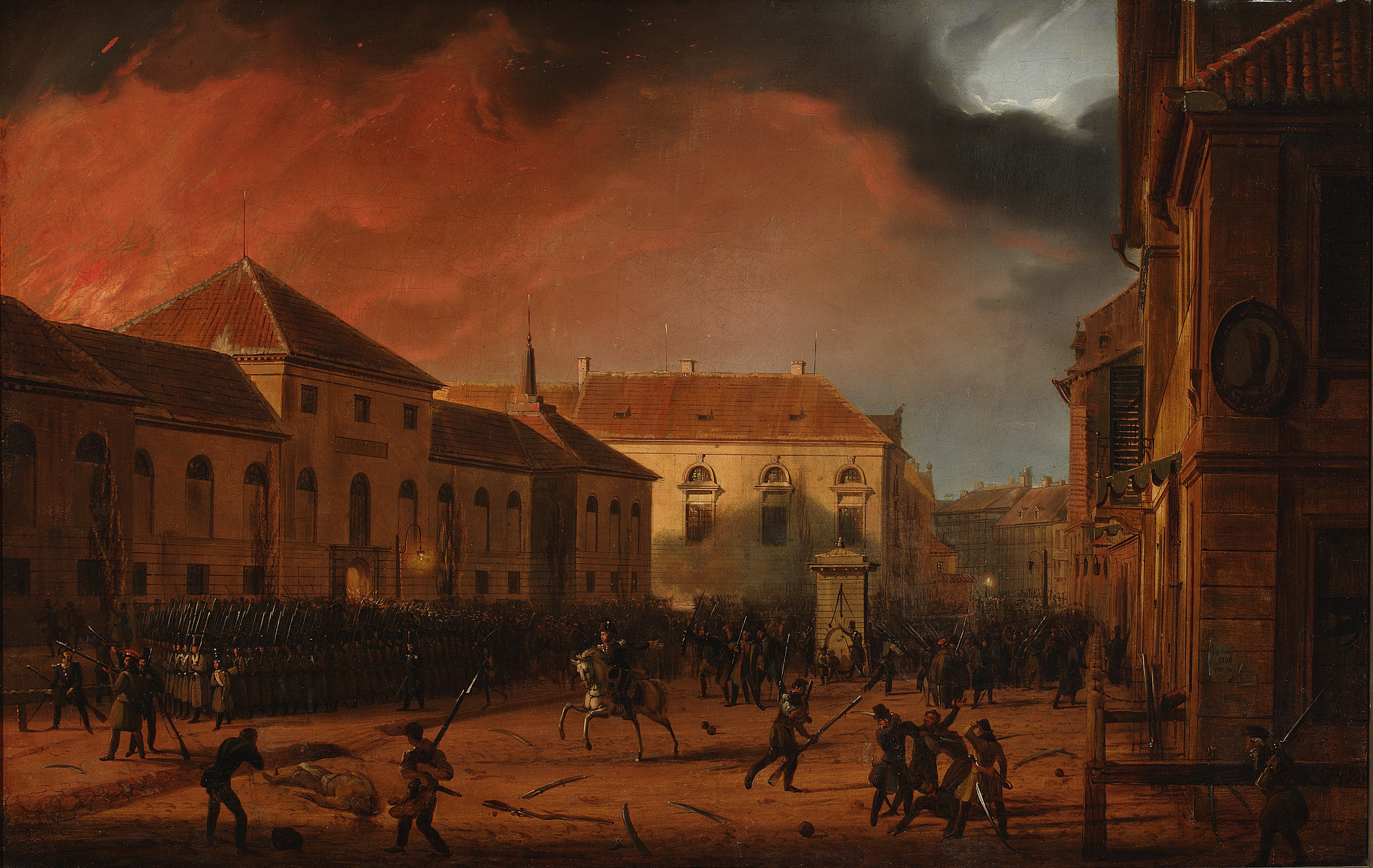